# Vito Fedeli
Vito Fedeli (Foligno, 19 de juny de 1866 – Novara, 23 de juny de 1933) fou un compositor i organista italià.
Fill de Francesco Simeone Fedeli, un famós constructor d'orgues, va rebre les primeres nocions musicals del seu pare del que va aprendre a tocar l'orgue, el piano i pel seu conte el corn anglès; Als onze, però, ja era organista a l'església de la seva parròquia. Posteriorment va estudiar Composició a Roma, estudiant amb els professors Antonio Leonardi, Eugenio Terziani i Giuseppe Martucci.
Va escriure les òperes Ivanhoe, La Vergine della Montagna, (1897), i Varsavia (Roma, 1900); diverses Misses a cappella i amb acompanyament d'orgue i orquestra i per a diversos instruments.
Col·laborador assidu de l Rivista Musicale ia ltres importants publicacions professionals, prengué participació activa en els Congressos Internacionals de la Música a Viena el 1909 i Londres el 1911, havent estat director de l'Institut Nacional de Música, de Novara.